# 国際数学オリンピック

IMOのロゴ

国際数学オリンピック（こくさいすうがくオリンピック、英: International Mathematical Olympiad）とは、高校生などを対象に毎年行われる数学の問題を解く能力を競う数学の競技の国際大会である。略称はIMO、また単に数学オリンピック。
国際科学オリンピックの1種目。
日本代表の選手は日本数学オリンピックによって選抜される。

## 概要

### ルール

#### 時間・点数・メダル
テストは2日間あり、出場者は各1日4時間30分で、3問ずつ挑戦する。各問題は7点満点で採点され、満点は42点（7点ｘ3問ｘ2日＝42点）である。採点の結果、上位12分の1位には金メダル、次の12分の2位には銀メダル、次の12分の3位には銅メダルが授与される。

#### 出題範囲
出題範囲は国際バカロレアの基準による高校2年生程度までで、「整数問題、幾何、組合せ、式変形等の問題が題材」となる。「微積分、確率、統計、行列、空間ベクトル、複素平面、立体幾何、三角関数」は、2019年現在は含まれていない。ただし、日本の高校の学習指導要領からは外された「平面幾何」、「関数等式」、「組合せ数学」に関わっている問題が半分以上出題される。この出題範囲は本来満20歳以下の選手を対象として考案されているため、国際バカロレア基準で大学入試を行わない地域によっては大学の一年次で組合せ論や初等幾何学が課せられることに起因している。近年は複数の分野の融合問題が目立っている。
日本チームの問題が採用されたことが公表されている回は、第52回オランダ大会（第六問）と第54回コロンビア大会（第一問）、そして第65回イギリス大会（第六問）である。

#### 参加人数
1カ国あたり、最大6人の選手が参加できる。日本選手の成績が最も良かった2009年のブレーメン（ドイツ）大会では、104カ国および地域565人が参加した。

#### 参加方法
「国際数学オリンピック（IMO）代表資格は、日本国籍を有する高校2年生以下の者」となる。日本から参加するには、日本数学オリンピック（JMO）に参加し、上位入賞する必要がある。

### 国家間の競争

#### 参加国
旧共産圏から始まり、西側諸国そして中近東へと参加が拡大してきた。2023年の大会は過去最多の112カ国と6名のロシア連邦個別選手団が参加した。2016年に出場中に選手の脱北者が出たことで翌2017年の参加をやめた北朝鮮のように政治的事情で出場中止に追い込まれる国もある。

#### 日本
日本は1990年の第31回北京大会に参加したが20位に終わった。その後は概ね成績が2位から20位の中に収まっているが、難問で攻められた第62回サンクトペテルブルク大会で25位を喫したこともあった。

#### 東欧諸国
社会主義国家でありソ連の衛星国であったルーマニアやハンガリーなどは当時高い順位を誇っていたものの、それらの政権の崩壊と同時に教育への支援も財政面から打ち切られたため、現在は順位を下げている。

#### ロシア
ロシアは国際数学オリンピックにおいて強豪国の一つとして数えられる。ポアンカレ予想を証明したグリゴリー・ペレルマンなどの国際的に著名な数学者も過去に参加している。
2022年はロシアがウクライナに軍事介入したため「ロシア連邦選手団」としての承認が却下されたが、選手は個別登録で参加し順位は反映されなかった。2023年以降も個別登録参加および解答採点は認められている。

#### 中国
数学オリンピック対策専門の公務員が存在し、選手の指導・育成にあたる。そのため中国は過去に全員金メダルという成績を記録し、金メダル数も世界一の強豪国である。

### フィールズ賞受賞者
フィールズ賞受賞者には、過去に数学オリンピックで上位入賞した者も多い。年齢制限に下限は存在しないので、高校生以下の学生も参加可能。テレンス・タオは最年少メダル獲得者である。ただし、国際数学オリンピックに出場できなかったフィールズ賞受賞者もいる。

## 開催

### 国際数学オリンピックの歴代開催地
| 回 | 年     | 参加 国数 | 開催地                                           | 順位             | 順位       | 順位                | 順位            | 順位                |
| 回 | 年     | 参加 国数 | 開催地                                           | 1位              | 2位        | 3位                 | 4位             | 5位                 |
| -- | ------ | --------- | ------------------------------------------------ | ---------------- | ---------- | ------------------- | --------------- | ------------------- |
| 01 | 1959年 | 7         | ブラショヴ、ブカレスト（ルーマニア）             | ルーマニア       |            |                     |                 |                     |
| 02 | 1960年 | 5         | シナヤ（ルーマニア）                             | チェコスロバキア |            |                     |                 |                     |
| 03 | 1961年 | 6         | ヴェスプレーム（ハンガリー）                     | ハンガリー       |            |                     |                 |                     |
| 04 | 1962年 | 7         | チェスケー・ブジェヨヴィツェ（チェコスロバキア） | ハンガリー       |            |                     |                 |                     |
| 05 | 1963年 | 8         | ワルシャワ、ヴロツワフ（ポーランド）             | ソ連             |            |                     |                 |                     |
| 06 | 1964年 | 9         | モスクワ（ソビエト連邦）                         | ソ連             |            |                     |                 |                     |
| 07 | 1965年 | 10        | ベルリン（東ドイツ）                             | ソ連             |            |                     |                 |                     |
| 08 | 1966年 | 9         | ソフィア（ブルガリア）                           | ソ連             |            |                     |                 |                     |
| 09 | 1967年 | 13        | ツェティニェ（ユーゴスラビア）                   | ソ連             |            |                     |                 |                     |
| 10 | 1968年 | 9         | モスクワ（ソビエト連邦）                         | 東ドイツ         |            |                     |                 |                     |
| 11 | 1969年 | 14        | ブカレスト（ルーマニア）                         | ハンガリー       |            |                     |                 |                     |
| 12 | 1970年 | 14        | ケストヘイ（ハンガリー）                         | ハンガリー       |            |                     |                 |                     |
| 13 | 1971年 | 15        | ジリナ（チェコスロバキア）                       | ハンガリー       |            |                     |                 |                     |
| 14 | 1972年 | 15        | トルン（ポーランド）                             | ソ連             |            |                     |                 |                     |
| 15 | 1973年 | 16        | モスクワ（ソビエト連邦）                         | ソ連             |            |                     |                 |                     |
| 16 | 1974年 | 16        | エアフルト、ベルリン（東ドイツ）                 | ソ連             |            |                     |                 |                     |
| 17 | 1975年 | 17        | ブルガス、ソフィア（ブルガリア）                 | ハンガリー       |            |                     |                 |                     |
| 18 | 1976年 | 19        | リエンツ（オーストリア）                         | ソ連             |            |                     |                 |                     |
| 19 | 1977年 | 20        | ベオグラード（ユーゴスラビア）                   | アメリカ         |            |                     |                 |                     |
| 20 | 1978年 | 17        | ブカレスト（ルーマニア）                         | ルーマニア       |            |                     |                 |                     |
| 21 | 1979年 | 23        | ロンドン（イギリス）                             | ソ連             |            |                     |                 |                     |
| 22 | 1981年 | 27        | ワシントンD.C.（アメリカ）                       | アメリカ         |            |                     |                 |                     |
| 23 | 1982年 | 30        | ブダペスト（ハンガリー）                         | 西ドイツ         |            |                     |                 |                     |
| 24 | 1983年 | 32        | パリ（フランス）                                 | 西ドイツ         |            |                     |                 |                     |
| 25 | 1984年 | 34        | プラハ（チェコスロバキア）                       | ソ連             |            |                     |                 |                     |
| 26 | 1985年 | 38        | ヨウツァ（フィンランド）                         | ルーマニア       |            |                     |                 |                     |
| 27 | 1986年 | 37        | ワルシャワ（ポーランド）                         | ソ連/アメリカ    |            |                     |                 |                     |
| 28 | 1987年 | 42        | ハバナ（キューバ）                               | ルーマニア       |            |                     |                 |                     |
| 29 | 1988年 | 49        | シドニー、キャンベラ（オーストラリア）           | ソ連             |            |                     |                 |                     |
| 30 | 1989年 | 52        | ブラウンシュヴァイク（西ドイツ）                 | 中国             |            | ソ連                | アメリカ        |                     |
| 31 | 1990年 | 54        | 北京（中国）                                     | 中国             | ソ連       | アメリカ            | ルーマニア      | フランス            |
| 32 | 1991年 | 55        | シグツーナ（スウェーデン）                       | ソ連             | 中国       | ルーマニア          | ドイツ          | アメリカ            |
| 33 | 1992年 | 56        | モスクワ（ロシア）                               | 中国             | アメリカ   | ルーマニア          | CIS             | イギリス            |
| 34 | 1993年 | 73        | イスタンブール（トルコ）                         | 中国             | ドイツ     | ブルガリア          | ロシア          | 台湾                |
| 35 | 1994年 | 69        | 香港                                             | アメリカ         | 中国       | ロシア              | ブルガリア      | ハンガリー          |
| 36 | 1995年 | 73        | トロント（カナダ）                               | 中国             | ルーマニア | ロシア              | ベトナム        | ハンガリー          |
| 37 | 1996年 | 75        | ムンバイ（インド）                               | ルーマニア       | アメリカ   | ハンガリー          | ロシア          | イギリス            |
| 38 | 1997年 | 82        | マルデルプラタ（アルゼンチン）                   | 中国             | ハンガリー | イラン              | ロシア          | アメリカ            |
| 39 | 1998年 | 76        | 台北（台湾）                                     | イラン           | ブルガリア | アメリカ ハンガリー |                 | 台湾                |
| 40 | 1999年 | 81        | ブカレスト（ルーマニア）                         | 中国 ロシア      |            | ベトナム            | ルーマニア      | ブルガリア          |
| 41 | 2000年 | 82        | 大田（韓国）                                     | 中国             | ロシア     | アメリカ            | 韓国            | ブルガリア ベトナム |
| 42 | 2001年 | 83        | ワシントンD.C.（アメリカ）                       | 中国             | アメリカ   | ロシア              | ブルガリア 韓国 |                     |
| 43 | 2002年 | 84        | グラスゴー（イギリス）                           | 中国             | ロシア     | アメリカ            | ブルガリア      | ベトナム            |
| 44 | 2003年 | 82        | 東京（日本）                                     | ブルガリア       | 中国       | アメリカ            | ベトナム        | ロシア              |
| 45 | 2004年 | 89        | アテネ（ギリシャ）                               | 中国             | アメリカ   | ロシア              | ベトナム        | ブルガリア          |
| 46 | 2005年 | 91        | メリダ（メキシコ）                               | 中国             | アメリカ   | ロシア              | イラン          | 韓国                |
| 47 | 2006年 | 90        | リュブリャナ（スロベニア）                       | 中国             | ロシア     | 韓国                | ドイツ          | アメリカ            |
| 48 | 2007年 | 93        | ハノイ（ベトナム）                               | ロシア           | 中国       | ベトナム 韓国       |                 | アメリカ            |
| 49 | 2008年 | 97        | マドリード（スペイン）                           | 中国             | ロシア     | アメリカ 韓国       |                 | イラン              |
| 50 | 2009年 | 104       | ブレーメン（ドイツ）                             | 中国             | 日本       | ロシア              | 韓国            | 北朝鮮              |
| 51 | 2010年 | 96        | アスタナ（カザフスタン）                         | 中国             | ロシア     | アメリカ            | 韓国            | カザフスタン タイ   |
| 52 | 2011年 | 101       | アムステルダム（オランダ）                       | 中国             | アメリカ   | シンガポール        | ロシア          | タイ                |
| 53 | 2012年 | 100       | マル・デル・プラタ（アルゼンチン）               | 韓国             | 中国       | アメリカ            | ロシア          | カナダ タイ         |
| 54 | 2013年 | 97        | サンタ・マルタ（コロンビア）                     | 中国             | 韓国       | アメリカ            | ロシア          | 北朝鮮              |
| 55 | 2014年 | 101       | ケープタウン（南アフリカ）                       | 中国             | アメリカ   | 台湾                | ロシア          | 日本                |
| 56 | 2015年 | 104       | チエンマイ（タイ）                               | アメリカ         | 中国       | 韓国                | 北朝鮮          | ベトナム            |
| 57 | 2016年 | 109       | 香港                                             | アメリカ         | 韓国       | 中国                | シンガポール    | 台湾                |
| 58 | 2017年 | 111       | リオデジャネイロ（ブラジル）                     | 韓国             | 中国       | ベトナム            | アメリカ        | イラン              |
| 59 | 2018年 | 107       | クルジュ＝ナポカ（ルーマニア）                   | アメリカ         | ロシア     | 中国                | ウクライナ      | タイ                |
| 60 | 2019年 | 112       | バース（イギリス）                               | 中国 アメリカ    |            | 韓国                | 北朝鮮          | タイ                |
| 61 | 2020年 | 105       | サンクトペテルブルク（ロシア）                   | 中国             | ロシア     | アメリカ            | 韓国            | タイ                |
| 62 | 2021年 | 107       | サンクトペテルブルク（ロシア）                   | 中国             | ロシア     | 韓国                | アメリカ        | カナダ              |
| 63 | 2022年 | 104       | オスロ（ノルウェー）                             | 中国             | 韓国       | アメリカ            | ベトナム        | ルーマニア          |
| 64 | 2023年 | 112       | 千葉（日本）                                     | 中国             | アメリカ   | 韓国                | ルーマニア      | カナダ              |
| 65 | 2024年 | 108       | バース（イギリス）                               | アメリカ         | 中国       | 韓国                | インド          | ベラルーシ          |
| 66 | 2025年 | 110       | サンシャイン・コースト（オーストラリア）         | 中国             | アメリカ   | 韓国                | 日本 ポーランド |                     |

### 国際数学オリンピックの開催予定地
- 第67回、2026年 - 上海 (中国)
- 第68回、2027年 - 未定 (ハンガリー)
- 第69回、2028年 - 未定 (サウジアラビア)

### 派生大会
中学生以下対象「国際数学競技会」は各国持ち回りの大会。略称は「IMC」。日本は2013年にチーム順位第1位に輝いた。台湾人が「コンペティション」と表記した会からの参加で、日本数学オリンピックのサイトにはそれが採用されているが、「コンテスト」表記を用いる国もあり一定していない。一カ国複数チームの応募が可能。2016年現在日本は参加していないが、一定数の国家が参加中である。
大学学部生対象「国際数学コンペティション」が存在する。コンペティションでは回答に用いる言語は英語である。アジア人の大学チームは、言語の問題からほとんど参加していない。おもに、東ヨーロッパとロシアの参加が目立つ。人数制限は全く存在しないが、所属大学と学部学科の明示が必要。出場条件は満23歳以下で下限はない。
中国女子数学オリンピック（英語: China Girls Mathematical Olympiad）は毎年中華人民共和国で開催されている女性限定の数学オリンピック。日本は2011年より参加していたが、鳥インフルエンザの問題などで、2013年以降日本選手は派遣されていない。テストは2日間であり、各1日4時間で4問ずつに挑戦する。メダル配分のルールは同じ。
ヨーロッパ女子数学オリンピックはヨーロッパの各都市が持ち回りで行い、2012年から毎年行われている。日本は2014年より参加。

## 日本の参加成績

### 日本の順位

#### 国際数学オリンピック
出典:
（順位、獲得メダル数）
- 1990年 - 20位（銀2, 銅1）
- 1991年 - 12位（銀3, 銅3）
- 1992年 - 8位（金1, 銀3, 銅1）
- 1993年 - 20位（銀2, 銅3）
- 1994年 - 10位（金1, 銀2, 銅3）
- 1995年 - 9位（金1, 銀3, 銅2）
- 1996年 - 11位（金1, 銀3, 銅1）
- 1997年 - 12位（金1, 銀3, 銅1）
- 1998年 - 14位（金1, 銀1, 銅3）
- 1999年 - 13位（金2, 銀4）
- 2000年 - 15位（金1, 銀2, 銅3）
- 2001年 - 13位（金1, 銀3, 銅2）
- 2002年 - 16位（金1, 銀3, 銅1）
- 2003年 - 9位（金1, 銀3, 銅2）
- 2004年 - 8位（金2, 銀4）
- 2005年 - 8位（金3, 銀1, 銅2）
- 2006年 - 7位（金2, 銀3, 銅1）
- 2007年 - 6位（金2, 銀4）
- 2008年 - 11位（金2, 銀3, 銅1）
- 2009年 - 2位（金5, 銅1）
- 2010年 - 7位（金2, 銀3）
- 2011年 - 12位（金2, 銀2, 銅2）
- 2012年 - 17位（銀4, 銅1）
- 2013年 - 11位（銀6）
- 2014年 - 5位（金4, 銀1, 銅1）
- 2015年 - 22位（銀3, 銅3）
- 2016年 - 10位（金1, 銀4, 銅1）
- 2017年 - 6位（金2, 銀2, 銅2）
- 2018年 - 13位（金1, 銀3, 銅2）
- 2019年 - 13位 (金2 , 銀2 , 銅2)
- 2020年 - 18位（銀5, 銅1）
- 2021年 - 25位（金1, 銀2, 銅3）
- 2022年 - 8位（金1, 銀4, 銅1）
- 2023年 - 6位（金2, 銀3, 銅1）
- 2024年 - 14位（金2, 銀2, 銅1）
- 2025年 - 4位（金3, 銀2, 銅1）

#### 中国女子数学オリンピック
出典:
- 2011年 - （金1, 銅1）
- 2012年 - （金1, 銀1, 銅2）

#### ヨーロッパ女子数学オリンピック
出典:
- 2014年 - 10位（銀2, 銅1）
- 2015年 - 8位（金1, 銅3）
- 2016年 - 11位（金1, 銅2, 優秀賞1）
- 2017年 - 21位（銅4）
- 2018年 - 12位（金1, 銀1, 銅1）[16]
- 2019年 - 13位（銀1, 銅3）
- 2020年 - 不参加
- 2021年 - 29位（銅3）
- 2022年 - 21位（金1, 銅1）
- 2023年 - 16位（金1, 銅3）
- 2024年 - 9位（銀3, 銅1）
- 2025年 - 7位（金1, 銀3, 優秀賞1）

### 満点
- 片岡俊基（高田高等学校） - 2005年[17]
- 栗林司（筑波大学附属駒場高等学校） - 2005年[18]
- 副島真（英語版）（筑波大学附属駒場高等学校） - 2009年[19]
- 沖祐也（灘高等学校） - 2022年[20]
- 狩野慧志（長野県松本深志高等学校） - 2025年[21]

### 金メダリスト

#### 国際数学オリンピック
出典:
- 児玉大樹（筑波大学附属駒場高等学校） - 1992年（11位）
- 高橋悟（灘高等学校） - 1994年（23位）
- 丸岡哲之（開成高等学校） - 1995年（15位）, 1997年（7位）。1994年に中学生で銀メダルを獲得する。
- 中島さち子（フェリス女学院高等学校） - 1996年（7位）。日本人女性初めての金メダリスト。
- 長尾健太郎（開成高等学校） - 1998年（7位）, 1999年（37位）, 2000年（28位）。日本人初の3年連続金メダル。
- 伊藤淳（武蔵高等学校） - 1999年（28位）
- 尾高悠志（筑波大学附属駒場高等学校） - 2001年（38位）
- 今井直毅（灘高等学校） - 2002年（29位）
- 西本将樹（灘高等学校） - 2003年（29位）、2004年（33位）
- 清水俊宏（早稲田実業学校高等部） - 2004年（28位）
- 片岡俊基（高田高等学校） - 2005年（1位）、2007年（7位）。日本人初の満点（栗林と同年にタイ）。
- 栗林司（筑波大学附属駒場高等学校） - 2005年（1位）。日本人初の満点（片岡と同年にタイ）。
- 渡部正樹（筑波大学附属駒場高等学校） - 2005年（23位）, 2006年（21位）
- 大橋祐太（筑波大学附属駒場高等学校） - 2006年（13位）
- 副島真（筑波大学附属駒場高等学校） - 2007年（19位）, 2008年（12位）, 2009年（1位）、日本人2人目の3年連続金メダル、日本人3人目の満点。
- 関典史（灘高等学校） - 2008年（35位）
- 滝聞太基（筑波大学附属駒場高等学校） - 2009年（12位）
- 保坂和宏（開成高等学校） - 2009年（8位）
- 今村志郎（灘高等学校） - 2009年（27位）
- 岸川滉央（久留米大学附設高等学校） - 2009年（4位）, 2010年（9位）
- 井上秀太郎（灘高等学校） - 2010年（27位）
- 吉田健祐（筑波大学附属駒場高等学校） - 2011年（6位）
- 北村拓真（灘高等学校） - 2011年（25位）
- 山本悠時（東海高等学校） - 2014年（5位）
- 隈部壮（筑波大学附属駒場高等学校） - 2014年（12位）
- 早川知志（洛星高等学校） - 2014年（26位）
- 上苙隆宏（早稲田高等学校） - 2014年（40位）
- 高谷悠太（開成高等学校） - 2016年（23位）, 2017年（1位）。日本人3人目の世界1位。
- 黒田直樹（灘高等学校） - 2017年（36位）, 2018年（6位）
- 兒玉太陽（海陽中等教育学校） - 2019年（28位）
- 坂本平蔵（筑波大学附属高等学校） - 2019年（28位）
- 町野有夏 (Millfield School) - 2020年（22位）, 2021年（24位）日本人だがイギリス在住のため、イギリス代表として参加[23]。日本人女子2人目の金メダリストで、日本人女子史上初の2大会連続の金メダリスト。
- 神尾悠陽（開成高等学校） - 2021年（48位）
- 沖祐也（灘高等学校） - 2022年（1位）日本人4人目の満点。
- 北村隆之介（東京都立武蔵高等学校） - 2023年（12位）
- 古屋楽（筑波大学附属駒場高等学校） - 2023年（28位）
- 金是佑（栄光学園高等学校） - 2024年（29位）
- 狩野慧志（長野県松本深志高等学校） - 2024年（4位）, 2025年（1位）日本人5人目の満点。
- 濵川慎次郎（ラ・サール高等学校） - 2025年（27位）
- 山本一揮（筑波大学附属駒場高等学校） - 2025年（27位）

#### アジア太平洋数学オリンピック
- 渡部正樹（筑波大学附属駒場高等学校） - 2005年
- 片岡俊基（高田高等学校） - 2006年
- 渡部正樹（筑波大学附属駒場高等学校） - 2007年
- 副島真（筑波大学附属駒場高等学校） - 2008年, 2009年
- 保坂和宏（開成高等学校） - 2010年
- 岸川滉央（久留米大学附設高等学校） - 2011年
- 葛西祐美（東京都立国立高等学校）- 2012年
- 山下真由子[24]（東京都立新宿山吹高等学校）- 2013年, 2014年
- 井上卓哉（開成高等学校） - 2015年
- 青木孔（筑波大学附属駒場高等学校） - 2016年
- 清原大慈（筑波大学附属駒場高等学校） - 2017年
- 髙谷悠太（開成高等学校） - 2018年
- 黒田直樹（灘高等学校） - 2019年
- 神尾悠陽（開成高等学校） - 2021年
- 沖祐也（灘高等学校） - 2022年
- 北村隆之介（東京都立武蔵高等学校） - 2023年
- 宮原尚大（灘高等学校） - 2024年

#### 中国女子数学オリンピック
- 葛西祐美（東京都立国立高等学校）- 2011年, 2012年

#### ヨーロッパ女子数学オリンピック
出典:
- 荻田真矢（愛光高等学校）- 2015年（11位）, 2016年（9位）
- 渡部由佳（洛南高等学校） - 2018年（9位）
- 町野有夏（Millfield School） - 2019年（11位）, 2020年（2位）, 2021年（9位）。前述の理由により、イギリス代表として参加。
- 長尾絢（桜蔭高等学校） - 2022年（5位）, 2023年（18位）
- 籏智里奈（洛南高等学校）- 2025年（12位）

### 出場回数

#### 5回出場
- 大島芳樹（筑波大学附属駒場中学校・高等学校） - 1999, 2000, 2001, 2002, 2003年

#### 4回出場
- 丸岡哲之（開成中学校・高等学校） - 1994, 1995, 1996, 1997年
- 長尾健太郎（開成中学校・高等学校） - 1997, 1998, 1999, 2000年
- 今井直毅（灘中学校・高等学校） - 1999, 2000, 2001, 2002年
- 片岡俊基（高田中学校・高等学校） - 2004, 2005, 2006, 2007年
- 副島真（筑波大学附属駒場中学校・高等学校） - 2005, 2007, 2008, 2009年

### 学校別出場回数
- 筑波大学附属駒場中学校・高等学校、灘中学校・高等学校 - 50回
- 開成中学校・高等学校 - 33回
- 洛星高等学校 - 6回
- 栄光学園高等学校、高田中学校・高等学校、広島大学附属高等学校 - 5回
- 麻布高等学校、ラ・サール高等学校 - 4回
- 武蔵高等学校、東京都立武蔵高等学校、海陽中等教育学校、洛南高等学校、海城高等学校、長野県立松本深志高等学校、帝塚山学院泉ヶ丘高等学校 - 3回

### 学校別金メダリスト数
- 筑波大学附属駒場高等学校 - 11人
- 灘高等学校 - 9人
- 開成高等学校 - 5人
- フェリス女学院高等学校、武蔵高等学校、早稲田実業学校高等部、久留米大学附設高等学校、高田高等学校、東海高等学校、洛星高等学校、早稲田高等学校、筑波大学附属高等学校、海陽中等教育学校、Millfield School、東京都立武蔵高等学校、栄光学園高等学校、長野県松本深志高等学校 - 1人

## 国際数学オリンピックに出場したフィールズ賞受賞者
- グレゴリー・マルグリス - 1962年：金
- ウラジーミル・ドリンフェルト - 1969年：金
- ジャン＝クリストフ・ヨッコス - 1973年：銀, 1974年：金
- リチャード・ボーチャーズ - 1977年：銀, 1978年：金
- ウィリアム・ティモシー・ガワーズ - 1981年：金
- グリゴリー・ペレルマン - 1982年：金（ただし本人はフィールズ賞の受賞を辞退）
- ローラン・ラフォルグ - 1984年：銀, 1985年：銀
- スタニスラフ・スミルノフ - 1986年：金, 1987年：金
- テレンス・タオ - 1986年：銅, 1987年：銀, 1988年：金
- エロン・リンデンシュトラウス - 1988年：銅
- ゴ・バオ・チャウ - 1988年：金, 1989年：金
- マリアム・ミルザハニ - 1994年：金, 1995年：金
- アルトゥル・アビラ - 1995年：金

## 関連文献
- 国際数学オリンピック日本委員会 訳『数学オリンピック問題集　アメリカ編』M.S.クラムキン／監修と解答、東京図書、1990年7月。ISBN 978-4-489-00333-2。
- 秋山 仁、ピーター・フランクル『数学オリンピック　全問題詳解　1984～1989』日本評論社、1990年9月。ISBN 978-4-535-78177-1。
- 梅向明 ほか 編、国際数学オリンピック日本委員会 訳『数学オリンピック問題集　中国編』東京図書、1991年9月。ISBN 978-4-489-00366-0。
- Н.Б.ワシーリェフ、Ａ.Ａ.エゴーロフ 編、国際数学オリンピック日本委員会 訳『数学オリンピック問題集　旧ソ連編』東京図書、1992年11月。ISBN 978-4-489-00394-3。
- 小島 寛之『数学オリンピック問題にみる現代数学　難問の奥にある“ほんもの”の香り』講談社〈ブルーバックス B-1054〉、1995年2月。ISBN 978-4-06-257054-1。
- 三石 由起子『数学の天才児ができた！　数学オリンピックに出場した高校生六人の母親に訊く』（増補）蔵書房、1995年4月。ISBN 978-4-7952-0959-6。
- 数学オリンピック財団 編『数学オリンピック　1990～1994』日本評論社、1995年9月。ISBN 978-4-535-78222-8。 - 注釈：日本数学オリンピック（JMO）および第30回（1989年）以後の国際数学オリンピック（IMO）で出題された全問題とその解答などを集めたもの。
- J.コフマン 著、山下純一 訳『めざせ，数学オリンピック！』現代数学社、1995年11月。ISBN 978-4-7687-0314-4。
- 数学オリンピック財団 編『数学オリンピック　1991～1996』日本評論社、1996年9月。ISBN 978-4-535-78233-4。 - 注釈：日本数学オリンピック（JMO）および第32回（1991年）以後の国際数学オリンピック（IMO）で出題された全問題とその解答などを集めたもの。
- 数学オリンピック財団 編『数学オリンピック　1992～1997』日本評論社、1997年9月。ISBN 978-4-535-78251-8。 - 注釈：第2回（1992年）以後の日本数学オリンピック（JMO）の予選・本選および第33回（1992年）以後の国際数学オリンピック（IMO）で出題された全問題とその解答などを集めたもの。
- 数学オリンピック財団 編『数学オリンピック　1993～1998』日本評論社、1998年11月。ISBN 978-4-535-78268-6。 - 注釈：第3回（1993年）以後の日本数学オリンピック（JMO）の予選・本選および第34回（1993年）以後の国際数学オリンピック（IMO）で出題された全問題とその解答などを集めたもの。
- 数学オリンピック財団 編『数学オリンピック　1994～1999』日本評論社、1999年9月。ISBN 978-4-535-78297-6。 - 注釈：第4回（1994年）以後の日本数学オリンピック（JMO）の予選・本選および第35回（1994年）以後の国際数学オリンピック（IMO）で出題された全問題とその解答などを集めたもの。
- 数学オリンピック財団 編『数学オリンピック　1995～2000』日本評論社、2000年9月。ISBN 978-4-535-78321-8。 - 注釈：第5回（1995年）以後の日本数学オリンピック（JMO）の予選・本選および第36回（1995年）以後の国際数学オリンピック（IMO）で出題された全問題とその解答などを集めたもの。
- 秋山 仁、ピーター・フランクル『完全攻略数学オリンピック』（増補版）日本評論社、2000年11月。ISBN 978-4-535-78320-1。
- 数学オリンピック財団 編『数学オリンピック　1996～2001』日本評論社、2001年9月。ISBN 978-4-535-78336-2。 - 注釈：第6回（1996年）以後の日本数学オリンピック（JMO）の予選・本選および第37回（1996年）以後の国際数学オリンピック（IMO）で出題された全問題とその解答などを集めたもの。
- 数学オリンピック財団 編『数学オリンピック事典　問題と解法』 基礎編　演習編　2巻セット、野口廣／監修、朝倉書店、2001年9月。ISBN 978-4-254-11087-6。 - 注釈：内外の数学オリンピックの問題を分野別に分類し詳しい解説を加えた。世界で初めての決定版。
- 野口広『数学オリンピック教室』朝倉書店〈シリーズ数学の世界 7〉、2001年10月。ISBN 978-4-254-11567-3。 - 注釈：数学オリンピック挑戦者に必要な数学を丁寧に解説しながら、問題を解くアイデアと道筋を示す。（教育図書総目録より）
- 数学オリンピック財団 編『数学オリンピック　1997～2002』日本評論社、2002年10月。ISBN 978-4-535-78359-1。 - 注釈：第7回（1997年）以後の日本数学オリンピック（JMO）の予選・本選および第38回（1997年）以後の国際数学オリンピック（IMO）で出題された全問題とその解答などを集めたもの。
- 安藤哲哉『世界の数学オリンピック』日本評論社、2003年6月。ISBN 978-4-535-78391-1。 - 注釈：第44回（2003年）国際数学オリンピック（IMO）が初めて日本で開催された。その参加選手たちを選抜した世界各地の国内大会や地域オリンピックの概要と過去問を紹介。
- 『数学オリンピック　1998～2003』数学オリンピック財団／監修、日本評論社、2003年9月。ISBN 978-4-535-78392-8。 - 注釈：国際数学オリンピック「1998年台湾大会」から「2003年日本大会」の問題・解答を収録。
- 『数学オリンピック　1999～2004』数学オリンピック財団／監修、日本評論社、2004年9月。ISBN 978-4-535-78425-3。 - 注釈：国際数学オリンピック「1999年ルーマニア大会」から「2004年アテネ大会」の問題・解答を収録。
- 杉山 由美子 著、数学オリンピック財団 編『数学オリンピック選手を育てた母親たち』小学館、2005年5月。ISBN 978-4-09-837671-1。
- 『数学オリンピック　2000～2005』数学オリンピック財団／監修、日本評論社、2005年9月。ISBN 978-4-535-78453-6。 - 注釈：国際数学オリンピック「2005年メキシコ大会」とアジア太平洋数学オリンピック「2005年」の問題・解答を収録。
- 『数学オリンピック　2001～2006』数学オリンピック財団／監修、日本評論社、2006年9月。ISBN 978-4-535-78474-1。 - 注釈：国際数学オリンピック「2006年スロベニア大会」とアジア太平洋数学オリンピック「2006年」の問題・解答を収録。
- 安藤哲哉『三角形と円の幾何学　数学オリンピック幾何問題完全攻略』海鳴社、2006年10月。ISBN 978-4-87525-234-4。
- 『数学オリンピック　2002～2007』数学オリンピック財団／監修、日本評論社、2007年9月。ISBN 978-4-535-78496-3。 - 注釈：国際数学オリンピック「2007年ベトナム大会」とアジア太平洋数学オリンピック「2007年」の問題・解答を収録。
- 『数学オリンピック　2004～2008』数学オリンピック財団／監修、日本評論社、2008年9月。ISBN 978-4-535-78618-9。 - 注釈：国際数学オリンピック「2008年スペイン大会」とアジア太平洋数学オリンピック「2008年」の問題・解答を収録。
- 『数学オリンピック　2005～2009』数学オリンピック財団／監修、日本評論社、2009年9月。ISBN 978-4-535-78636-3。 - 注釈：国際数学オリンピック「2009年ドイツ大会」とアジア太平洋数学オリンピック「2009年」の問題・解答を収録。
- Titu Andreescu、Zuming Feng 著、清水俊宏 訳『数学オリンピックへの道』 1 組合せ論の精選102問、小林一章・鈴木晋一／監訳、朝倉書店、2010年3月。ISBN 978-4-254-11807-0。 - 注釈：国際数学オリンピック・アメリカ代表チームのトレーニング問題から精選された組合せ論問題集（教育図書総目録より）
- Titu Andreescu、Zuming Feng 著、清水俊宏 訳『数学オリンピックへの道』 2 三角法の精選103問、小林一章・鈴木晋一／監訳、朝倉書店、2010年3月。ISBN 978-4-254-11808-7。 - 注釈：国際数学オリンピック・アメリカ代表チームのトレーニング問題から精選された三角法問題集（教育図書総目録より）
- Titu Andreescu、Dorin Andrica、Zuming Feng 著、清水俊宏・西本将樹 訳『数学オリンピックへの道』 3 数論の精選104問、小林一章・鈴木晋一／監訳、朝倉書店、2010年4月。ISBN 978-4-254-11809-4。 - 注釈：国際数学オリンピック・アメリカ代表チームのトレーニング問題から精選された数論の問題集（教育図書総目録より）
- テレンス・タオ 著、寺嶋英志 訳『数学オリンピックチャンピオンの美しい解き方』青土社、2010年8月。ISBN 978-4-7917-6561-4。 - 注釈：数学オリンピック最年少金メダリスト記録を持つタオ教授による、誰でも楽しめる理想の数学教室。原タイトル：Solving Mathematical Problems: A Personal Perspective
- 『数学オリンピック　2006～2010』数学オリンピック財団／監修、日本評論社、2010年9月。ISBN 978-4-535-78655-4。 - 注釈：国際数学オリンピック「2010年カザフスタン大会」とアジア太平洋数学オリンピック「2010年」の問題・解答を収録。
- 『数学オリンピック　2007～2011』数学オリンピック財団／監修、日本評論社、2011年9月。ISBN 978-4-535-78674-5。 - 注釈：国際数学オリンピック「2011年オランダ大会」とアジア太平洋数学オリンピック「2011年」の問題・解答を収録。
- 『獲得金メダル！国際数学オリンピック　メダリストが教える解き方と技』小林一章／監修、朝倉書店、2011年11月。ISBN 978-4-254-11132-3。 - 注釈：数学オリンピック（JMO・IMO）出場者が問題の「考え方」を伝授する。類のない実践的な解説書（教育図書総目録より）
- 中島 さち子『人生を変える「数学」そして「音楽」　教科書には載っていない絶妙な関係』講談社、2012年7月。ISBN 978-4-06-217813-6。 - 注釈：日本人女性唯一の数学オリンピック金メダリストにしてジャズピアニストが案内する学問の楽しみ方。
- 『数学オリンピック　2008～2012』数学オリンピック財団／監修、日本評論社、2012年9月。ISBN 978-4-535-78699-8。 - 注釈：国際数学オリンピック「2012年アルゼンチン大会」とアジア太平洋数学オリンピック「2012年」の問題・解答を収録。
- 『数学オリンピック　2009～2013』数学オリンピック財団／監修、日本評論社、2013年9月。ISBN 978-4-535-78730-8。 - 注釈：国際数学オリンピック「2013年コロンビア大会」とアジア太平洋数学オリンピック「2013年」の問題・解答を収録。
- 『数学オリンピック　2010～2014』数学オリンピック財団／監修、日本評論社、2014年9月。ISBN 978-4-535-78762-9。 - 注釈：国際数学オリンピック「2014年南アフリカ大会」の問題・解答を収録。
- Radmila Bulajich Manfrino、Jose Antonio Gomez Ortega、Rogelio Valdez Delgado 著、佐藤淳郎 訳『美しい不等式の世界　数学オリンピックの問題を題材として』朝倉書店、2013年1月。ISBN 978-4-254-11137-8。 - 注釈：Inequalities A Mathematical Olympiad Approachの翻訳。数学全般で広く使われる有名な不等式や実用的テクニックを系統立てて、数学オリンピックの問題をふんだんに使って詳しく解説。多数の演習問題およびその解答付。
- 『数学オリンピックにみる才能教育』早稲田大学教育総合研究所／監修、学文社〈早稲田教育ブックレット No.10〉、2014年3月。ISBN 978-4-7620-2445-0。
- 渡辺 正、秋山 仁、北原 和夫、松田 良一、齋藤 淳一、谷 聖一 著、東京理科大学出版センター 編『めざせ国際科学オリンピック！』東京書籍〈東京理科大学坊っちゃん科学シリーズ 8〉、2014年4月。ISBN 978-4-487-80768-0。 - 注釈：国際科学オリンピックの数学、物理、化学、生物学、情報の5教科をさまざまな角度から紹介。
- 安藤哲哉『中学生からの数学オリンピック』数学書房、2016年2月。ISBN 978-4-903342-47-4。
- 鈴木晋一『平面幾何パーフェクト・マスター　めざせ，数学オリンピック』日本評論社、2015年2月。ISBN 978-4-535-78590-8。
- 『数学オリンピック　2011～2015』数学オリンピック財団／監修、日本評論社、2015年9月。ISBN 978-4-535-78795-7。 - 注釈：国際数学オリンピック「2015年タイ大会」の問題・解答を収録。
- 鈴木晋一『初等整数パーフェクト・マスター　めざせ，数学オリンピック』日本評論社、2016年5月。ISBN 978-4-535-79804-5。
- 『数学オリンピック　2012～2016』数学オリンピック財団／監修、日本評論社、2016年9月。ISBN 978-4-535-78817-6。 - 注釈：国際数学オリンピック「2016年香港大会」と今回、アジア太平洋数学オリンピック「2017年」の問題・解答を収録。
- 鈴木晋一『代数・解析パーフェクト・マスター　めざせ，数学オリンピック』日本評論社、2017年5月。ISBN 978-4-535-79811-3。
- 『数学オリンピック　2013～2017』数学オリンピック財団／監修、日本評論社、2017年9月。ISBN 978-4-535-78855-8。 - 注釈：国際数学オリンピック「2017年ブラジル大会」と今回、ヨーロッパ女子数学オリンピック「2017年日本代表一次選抜試験＋スイス大会」の問題・解答を初めて収録。
- 野村建斗、数理哲人『競技数学アスリートをめざそう　国際数学オリンピックへの道標』 1 代数編、現代数学社、2018年1月。ISBN 978-4-7687-0483-7。
- 野村建斗、数理哲人『競技数学アスリートをめざそう　国際数学オリンピックへの道標』 2 組合せ編、現代数学社、2018年3月。ISBN 978-4-7687-0486-8。
- 野村建斗、数理哲人『競技数学アスリートをめざそう　国際数学オリンピックへの道標』 3 幾何編、現代数学社、2018年3月。ISBN 978-4-7687-0487-5。
- 野村建斗、数理哲人『競技数学アスリートをめざそう　国際数学オリンピックへの道標』 4 数論編、現代数学社、2018年4月。ISBN 978-4-7687-0489-9。
- 『数学オリンピック　2014～2018』数学オリンピック財団／監修、日本評論社、2018年9月。ISBN 978-4-535-78880-0。 - 注釈：国際数学オリンピック「2018年ルーマニア大会」とヨーロッパ女子数学オリンピック「2018年」の問題・解答を収録。
- 数理哲人『数学オリンピックの表彰台に立て！　予選100問＋オリジナル12問で突破』技術評論社、2018年12月。ISBN 978-4-297-10285-2。 - 注釈：1990年以降の予選問題から100問を厳選し，さらに著者によるオリジナルの問題12問の合計112問で構成し，まずは予選突破ができる力をつけることを目標にする。
- 鈴木晋一『組合せ論パーフェクト・マスター　めざせ，数学オリンピック』日本評論社、2019年1月。ISBN 978-4-535-79820-5。
- 『数学オリンピック　2015～2019』数学オリンピック財団／監修、日本評論社、2019年9月。ISBN 978-4-535-78909-8。 - 注釈：国際数学オリンピック（2019年イギリス大会）とヨーロッパ女子数学オリンピック（2019年）の問題・解答を収録。
- 『数学オリンピック　2016～2020』数学オリンピック財団／監修、日本評論社、2020年12月。ISBN 978-4-535-78931-9。 - 注釈：国際数学オリンピック（2020年ロシア大会）とヨーロッパ女子数学オリンピック（2020年）の問題・解答を収録。
- 『数学オリンピック　2017～2021』数学オリンピック財団／監修、日本評論社、2021年9月。ISBN 978-4-535-78954-8。 - 注釈：国際数学オリンピック（2021年ロシア大会）とヨーロッパ女子数学オリンピック（2021年）の問題・解答を収録。
- 『数学オリンピック　2018～2022』数学オリンピック財団／監修、日本評論社、2022年9月。ISBN 978-4-535-78975-3。 - 注釈：国際数学オリンピック「2022年ノルウェー大会」とヨーロッパ女子数学オリンピック「2022年」の問題・解答を収録。
- エヴァン・チェン 著、兒玉太陽・熊谷勇輝・宿田彩斗・平山楓馬 訳『数学オリンピック幾何への挑戦　ユークリッド幾何学をめぐる船旅』森田康夫／監訳、日本評論社、2023年2月。ISBN 978-4-535-78978-4。 - 注釈：原タイトル：Euclidean Geometry in Mathematical Olympiads